# Turtle
Turtle (ang. żółw) – amerykański okręt podwodny z okresu amerykańskiej wojny o niepodległość. Pierwszy okręt podwodny, który znalazł zastosowanie bojowe.

## Historia
Amerykański wynalazca-samouk David Bushnell skonstruował prawdopodobnie pierwszą na świecie minę z zapalnikiem zegarowym, zdatną do użytku pod wodą. Przeprowadził kilka udanych prób, spławiając ładunki z prądem rzeki. Wysadził w ten sposób w powietrze niewielki okręt brytyjski. Uznał jednak, że ten sposób ataku nie daje pewności zniszczenia wroga. Doszedł do wniosku, że jedyną pewną metodą zatapiania okrętów wojennych jest bezpośrednie umieszczenie ładunku pod kadłubem. W tym celu skonstruował, a następnie zbudował wraz z bratem Ezrą niewielki okręt podwodny, który z powodu swojego kształtu nazwany został „Turtle”.
Wykonany z drewna kadłub okrętu przypominał dwie złożone ze sobą skorupy żółwia. Posiadał dwie śruby. Jedną – pionową, służącą do zmiany zanurzenia okrętu (napędzaną ręcznie). Drugą poziomą – napędową (napędzaną pedałami). Do zanurzania jednostki służył balast wodny oraz odrzucany balast stały.
Okręt uzbrojony był w minę napełnioną czarnym prochem i wyposażoną w zapalnik zegarowy. Do mocowania jej pod kadłubem nieprzyjacielskiego okrętu służył specjalny świder.
Okazja do bojowego użycia nowej broni nadarzyła się w nocy 6/7 września 1776. Sterujący „Turtle” żołnierz-ochotnik Ezra Lee zaatakował fregatę HMS „Eagle” operującą na rzece Hudson koło Manhattanu. Podczas umieszczania ładunku złamało się wiertło. Lee był zmuszony przerwać atak. Następna próba dotarcia do celu ataku była również nieudana. Okręt trafił na silny prąd, którego sternik nie był w stanie pokonać. Za trzecim razem „Turtle” został zmuszony do wycofania się pod ostrzałem Brytyjczyków.
Kariera pierwszego amerykańskiego okrętu podwodnego zakończyła się tydzień później, kiedy brytyjski kuter zatopił okręt przewożący „Turtle”. Bushnell wydobył swój okręt na powierzchnię. Zaniechał jednak dalszych prac nad nim. Dalsze losy „Turtle” nie są znane.